# ستريدسفان 122
ستريدسفان 122 (بالإنجليزية: Stridsvagn 122)‏ دبابة معركة رئيسية من إنتاج السويد صممت على أساس دبابة (ليوبارد 2 أي 5) مع بعض التحسينات وذلك باستخدام أحدث التكنولوجيا مثل نظام القيادة، وأنظمة التحكم في اطلاق النار، فضلاً عن تعزيز درع الدبابة وقدرتها القتالية وتعرف بالرمز (سترف 122).

اضطلعت الحكومة السويدية ببرنامج هادف لرفع مستوى قواتها المدرعة وذلك بإدخال دبابة قتالية رئيسية جديدة ذات أصل أجنبي كمبادرة واعية للميزانية وكانت الأنظمة التي تم اختبارها هي (إم 1 أبرامز) الأمريكية، و (لوكلير) الفرنسية و (ليوبارد 2 أي 5) الألمانية، والتي أصبحت تعرف باسم (ليوبارد 2 إس أو) أو (إس المحسن) مع الإضافات المذكورة آنفا وبعد الاختبار الشاق، اختار السويديون دبابة (ليوبارد 2) الألمانية وذلك نظراً لقدراتها القتالية المطلوبة من قبل الجيش السويدي في حين تأتي بتكلفة أقل بالمقارنة مع المشاركين الآخرين.

وبذلك أنتجت السويد دبابتها بتسمية محلية (سترف 122) و احتفظ هذا الإصدار بكثير من مظهر وقدرات النموذج الألماني .

## التصميم
يمكن تمييز دبابة ستريدسفان 122 عن دبابة (ليوبارد 2 أي 5) عن طريق موزعات الدخان من غاليكس الفرنسية، وصناديق التخزين المختلفة، وأغطية فتحات الطاقم وقد تم تجهيز (سترف 122 بي)، مع درع أقوى وأكثر سماكة ووحدات حماية المركبة لإعطاء «حماية 360 درجة» ضد التهديدات من القذائف الصاروخية والألغام المتفجرة.

السويد اجتهدت وطورت (ليوبارد 2) وأطلقت نسخة محسنة مزودة بتقنيات متقدمة للقيادة والسيطرة وأنظمة السيطرة والتحكم بالنيران .

وبذلك أنتجت السويد دبابتها بتسمية محلية (سترف 122) و احتفظ هذا الإصدار بكثير من مظهر وقدرات النموذج الألماني - بما في ذلك محرك الديزل توربو المزدوج ( MTU MB 873 ذي 12 اسطوانة وبقدرة 1500 حصانا)، والمدفع الرئيسي عيار 120 ملم الأملس مما أعطى دبابة ستريدسفان 122 تصميم رفيع المستوى .

وقد تطورت (سترف 122) إلى نسخة (سترف 122 بي) التي زودت بدرع وحدات مركب لمكافحة التهديدات الحديثة نسبياً في ساحة المعركة والتي عرفها العالم في أفغانستان والعراق وشملت هذه التهديدات التعرض على نطاق واسع للقواذف الصاروخية من جميع الأنواع، فضلا عن الألغام التي التي يستخدمها المتمردون بدرجة عالية.

## المواصفات الفنية والتعبوية
- زودت بدرع معزز بشكل كبير للحماية من الأسلحة المحمولة المضادة للدبابات.

- لديها قدرة الخوض والمرور عبر الماء حتى عمق 1.4 متر.

- القدرة السريعة لاكتشاف وتحديد وقفل على الهدف بمساعدة الليزر رانجيفيندر، وكاميرا التصوير الحراري، وحاسوب لقياس السرعة / المسافة / لأقصى قدر من الدقة.

- القدرة على قفل على العديد من الأهداف في آن واحد، مما يتيح للدبابات محاربة العديد من دبابات العدو .

- التواصل الفعال لتحسين التعاون بين الوحدات.

- مزودة بدروع مركبة من الجيل الجديد متعدد الطبقات من المعدن شديد الصلابة والتنغستن ثلاثية الابعاد مع حشوات بلاستيك مع السيراميك.

- زودة بحاسوب لإدارة النيران والإطباق على عدد من الأهداف بنفس الوقت دون الحاجة لتعديل وضعية المدفع يدوياً.

- مزودة بأنظمة استشعار تلفزيونية حرارية ليزرية.

- مزودة بدائرة الحماية من الحرب النووية والبيولوجية والكيميائية.